# Mareza (gromada)
Mareza – dawna gromada, czyli najmniejsza jednostka podziału terytorialnego Polskiej Rzeczypospolitej Ludowej w latach 1954–1972.
Gromady, z gromadzkimi radami narodowymi (GRN) jako organami władzy najniższego stopnia na wsi, funkcjonowały od reformy reorganizującej administrację wiejską przeprowadzonej jesienią 1954 do momentu ich zniesienia z dniem 1 stycznia 1973, tym samym wypierając organizację gminną w latach 1954–1972.
Gromadę Mareza z siedzibą GRN w Marezie utworzono – jako jedną z 8759 gromad na obszarze Polski – w powiecie kwidzyńskim w woj. gdańskim na mocy uchwały nr 19/III/54 WRN w Gdańsku z dnia 5 października 1954. W skład jednostki weszły obszary dotychczasowych gromad Mareza i Rozpędziny ze zniesionej gminy Mareza, obszar dotychczasowej gromady Obory ze zniesionej gminy Grabowo, obszary dotychczasowych gromad Korzeniewo i Lipianki ze zniesionej gminy Korzeniewo oraz łąki nadwiślańskie (położone wzdłuż zachodniej granicy dotychczasowych gromad Obory, Korzeniewo i Lipianki) z dotychczasowej gromady Bursztych ze zniesionej gminy Janowo w tymże powiecie. Dla gromady ustalono 21 członków gromadzkiej rady narodowej.
1 stycznia 1959 do gromady Mareza włączono miejscowości Grabówko i Nowy Dwór ze zniesionej gromady Grabówko w tymże powiecie.
1 stycznia 1972 do gromady Mareza włączono część obszaru miasta Kwidzyn (40 ha) w tymże powiecie, po czym gromadę Mareza zniesiono, włączając jej obszar do nowo utworzonej gromady Korzeniewo w tymże powiecie.